# Energía en Nueva Zelanda

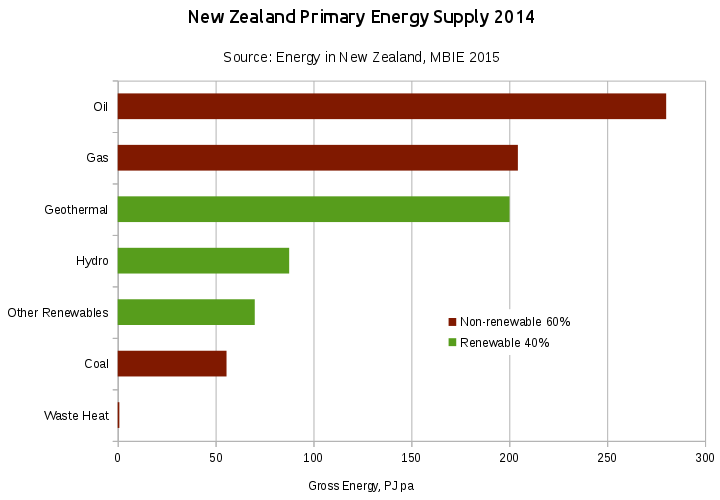
Suministro de energía primaria en Nueva Zelanda en 2014. Fuente: MBIE Energy en Nueva Zelanda 2014.

A pesar de los abundantes recursos naturales y una población relativamente pequeña, Nueva Zelanda es un importador neto de energía, en forma de productos derivados del petróleo. La proporción de fuentes de energía no renovable y renovable fue bastante constante desde 1975 hasta 2008, con alrededor del 70 % del suministro de energía primaria proveniente de combustibles de hidrocarburos. Esta proporción disminuyó a aproximadamente el 60 % en 2014.  La proporción de energía no renovable varía anualmente, dependiendo de los flujos de agua hacia los lagos hidroeléctricos y la demanda de energía. En 2014, aproximadamente el 60 % de la energía primaria era de hidrocarburos no renovables y el 40 % de fuentes renovables. En 2007 el consumo de energía per cápita fue de 120 gigajulios. El consumo de energía per cápita había aumentado un 8 % desde 1998. Nueva Zelanda usa más energía per cápita que 17 de los 30 países de la OCDE. Es uno de los 13 países de la OCDE que no explotan centrales nucleares .
Entre1994 y 2014, la intensidad energética de la economía por unidad de PIB se redujo en un 24 % a 2.67 MJ/$. Un factor que contribuye es el crecimiento de las industrias de servicios con un uso relativamente menor de energía

## Suministro de energía
| Combustible                        | 1990   | 1995   | 2000   | 2005   | 2010   | 2015   | 2017   |
| ---------------------------------- | ------ | ------ | ------ | ------ | ------ | ------ | ------ |
| Carbón                             | 52.22  | 49.55  | 47.32  | 96.77  | 58.36  | 60.40  | 51.39  |
| Bituminosa y sub-bituminosa        | 49.77  | 45.65  | 43.98  | 92.85  | 58.39  | 55.41  | 45.87  |
| Lignito                            | 2.45   | 3.90   | 3.33   | 3.93   | 4.47   | 4.99   | 5.52   |
| Petróleo                           | 156.63 | 207.52 | 245.91 | 284.69 | 271.25 | 291.38 | 312.52 |
| Crudo                              | 188.65 | 201.55 | 231.51 | 235.78 | 236.32 | 260.73 | 254.66 |
| Gasolina                           | 1.17   | 22.44  | 33.53  | 37.39  | 39.73  | 40.69  | 51.74  |
| Diesel                             | −15.91 | −1.71  | 2.22   | 33.82  | 26.90  | 30.35  | 47.14  |
| Combustible de aviación y keroseno | −22.43 | −19.43 | −21.04 | −21.19 | −31.72 | −37.00 | −42.22 |
| GLP                                | 5.49   | 5.08   | 5.04   | 8.59   | 7.11   | 8.25   | 8.75   |
| Gasolina                           | −8.24  | −9.46  | −12.62 | −16.81 | −14.16 | −19.57 | −16.48 |
| Otros                              | 7.91   | 9.06   | 7.58   | 7.12   | 7.06   | 8.02   | 8.34   |
| Gas Natural                        | 180.14 | 178.01 | 235.29 | 150.16 | 173.38 | 190.23 | 197.61 |
| Renovables                         | 186.05 | 208.95 | 230.36 | 239.01 | 311.75 | 365.20 | 369.06 |
| Geotermia                          | 62.49  | 63.07  | 82.01  | 83.35  | 152.19 | 205.06 | 204.48 |
| Hidro                              | 83.46  | 99.42  | 87.96  | 83.97  | 89.05  | 88.33  | 90.66  |
| Madera                             | 38.32  | 44.44  | 58.44  | 66.53  | 60.95  | 53.26  | 61.82  |
| Viento                             | -      | 0.00   | 0.43   | 2.21   | 5.89   | 8.47   | 7.71   |
| Biogás                             | 1.78   | 2.32   | 1.52   | 2.71   | 3.12   | 3.46   | 3.66   |
| Solar                              | -      | -      | -      | 0.24   | 0.37   | 0.49   | 0.63   |
| Biocombustibles líquidos           | -      | -      | -      | -      | 0.18   | 0.13   | 0.10   |
| Carlos perdido                     | 1.61   | 1.61   | 1.61   | 1.95   | 1.47   | 1.26   | 1.19   |
| Total                              | 576.64 | 645.65 | 760.50 | 772.59 | 816.21 | 908.46 | 931.77 |

### Carbón

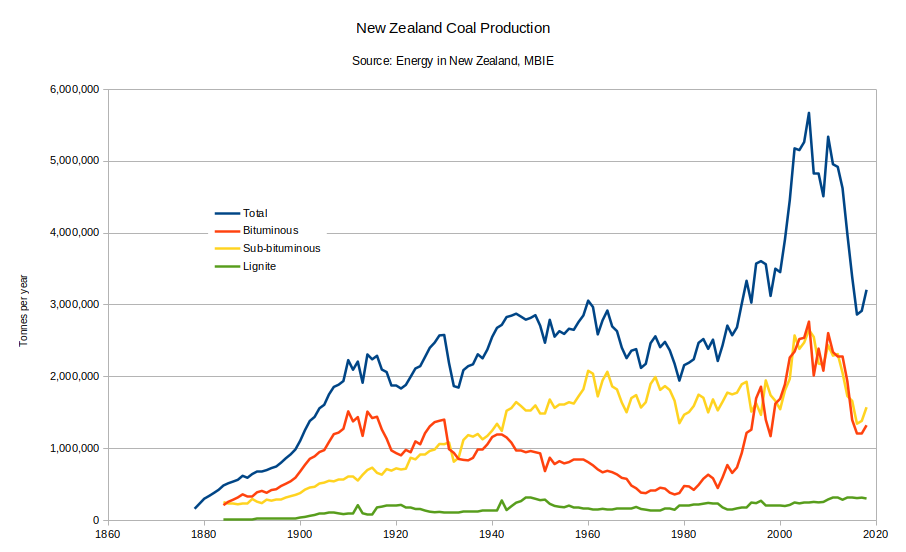
Producción de carbón en Nueva ZelandaNew Zealand Coal Production, 1878 - 2014.

El carbón se produce a partir de 18 minas a cielo abierto. Más del 80 % de las reservas de carbón de Nueva Zelanda están contenidas en depósitos de lignito de Southland. La mayor parte de la producción es de carbón bituminoso y sub bituminoso, y la mayoría de producción se exporta.

### Petróleo y gas
El petróleo y el gas se producen a partir de 21 licencias / permisos petroleros, todos en la cuenca del Taranaki. Los campos más importantes son los de Kapuni, el campo de gas de Maui, Pohokura y Kupe. La exploración de reservas de petróleo y gas incluye la Gran Cuenca del Sur y las áreas marinas cercanas a Canterbury y Gisborne. El gas natural reticulado está disponible en la mayoría de los principales pueblos y ciudades de la Isla Norte.

### Energía renovable
Aproximadamente el 40 % de la energía primaria proviene de fuentes de energía renovables. Aproximadamente el 80 % de la electricidad proviene de energías renovables, principalmente energía hidroeléctrica y geotérmica. Estudios han demostrado que es técnicamente factible proporcionar el 100 % de la demanda de electricidad mediante energía renovable sin riesgo de escasez en el suministro de energía.

## Consumo de energía
| Combustible                        | Total  | Primaria | Industrial | Commercial | Transporte | Residencial |
| ---------------------------------- | ------ | -------- | ---------- | ---------- | ---------- | ----------- |
| Carbón                             | 23.98  | 2.73     | 19.98      | 1.00       | -          | 0.27        |
| Bituminosa y sub-bituminosa        | 18.90  | 2.71     | 15.65      | 0.35       | -          | 0.19        |
| Lignito                            | 5.08   | 0.01     | 4.43       | 0.65       | -          | 0.09        |
| Petróleo                           | 279.18 | 16.75    | 19.62      | 7.88       | 231.26     | 3.67        |
| Diésel                             | 134.59 | 14.56    | 14.71      | 5.54       | 99.65      | 0.13        |
| Gasolina                           | 114.60 | 1.20     | 0.20       | 0.62       | 112.55     | 0.03        |
| Combustible de aviación y keroseno | 14.48  | -        | -          | -          | 14.48      | -           |
| LPG                                | 8.91   | 0.09     | 3.40       | 1.65       | 0.24       | 3.52        |
| Gasolina                           | 6.67   | 0.90     | 1.31       | 0.06       | 4.34       | -           |
| Gas Natural                        | 78.00  | 1.45     | 61.87      | 7.92       | 0.01       | 6.75        |
| Renovables                         | 66.55  | 0.68     | 53.76      | 2.78       | -          | 9.33        |
| Madera                             | 57.67  | -        | 48.38      | -          | -          | 8.69        |
| Geotermia                          | 8.18   | 0.68     | 4.73       | 2.50       | -          | 0.27        |
| Biogás                             | 0.33   | -        | 0.05       | 0.28       | -          | -           |
| Solar                              | 0.36   | -        | -          | -          | -          | 0.36        |
| Electricidad                       | 143.79 | 9.08     | 55.30      | 34.29      | 0.22       | 43.91       |
| Total                              | 593.71 | 30.69    | 210.53     | 53.86      | 231.49     | 63.94       |

### Comparaciones internacionales
| Consumo internacional de energía (calendario año 2014) | Productos derivados del petróleo (toneladas por persona) | Gas (m³ por persona) | Electricidad (kWh por persona) |
| ------------------------------------------------------ | -------------------------------------------------------- | -------------------- | ------------------------------ |
| México                                                 | 0.60                                                     | 634                  | 2,496                          |
| Turquía                                                | 0.30                                                     | 623                  | 3,259                          |
| Portugal                                               | 0.60                                                     | 393                  | 4,974                          |
| Reino Unido                                            | 0.70                                                     | 1,147                | 5,578                          |
| Alemania                                               | 0.92                                                     | 969                  | 7,170                          |
| Francia                                                | 0.91                                                     | 597                  | 7,483                          |
| Japón                                                  | 0.93                                                     | 1,055                | 8,065                          |
| Nueva Zelanda                                          | 1.25                                                     | 1,207                | 9,802                          |
| Australia                                              | 1.83                                                     | 1,727                | 11,028                         |
| Estados Unidos                                         | 1.93                                                     | 2,384                | 13,734                         |
| Canadá                                                 | 1.86                                                     | 3,065                | 17,026                         |
| Noruega                                                | 1.58                                                     | 1,200                | 24,621                         |

En términos de intensidad energética, Nueva Zelanda se encuentra únicamente un poco más bajo que el promedio mundial .

### Energía eléctrica
La energía eléctrica en Nueva Zelanda se deriva principalmente de fuentes de energía renovables, como la energía hidroeléctrica, la energía geotérmica y la energía eólica. La gran proporción de fuentes de energía renovables hace de Nueva Zelanda uno de los países más sostenibles en términos de generación de energía. La demanda de electricidad aumentó en un promedio de 2.1 % por año desde 1974 hasta 2008 y desde entonces ha sido relativamente constante en general.

## Jurisdicción gubernamental
El Ministerio de Negocios, Innovación y Empleo es responsable de los problemas económicos relacionados con el uso de energía y el Ministerio de Medio Ambiente aborda el degradación ambiental del uso de energía en Nueva Zelanda. La exploración y producción de combustibles fósiles se encuentra en Crown Minerals, una división del Ministerio de Desarrollo Económico. La Autoridad de Eficiencia y Conservación de la Energía es responsable de preparar una estrategia nacional de eficiencia y conservación de la energía para su aprobación por parte del Ministro administrador.